# Металургійний завод Гері
41°37′0″ пн. ш. 87°21′0″ зх. д. / 41.61667° пн. ш. 87.35000° зх. д.

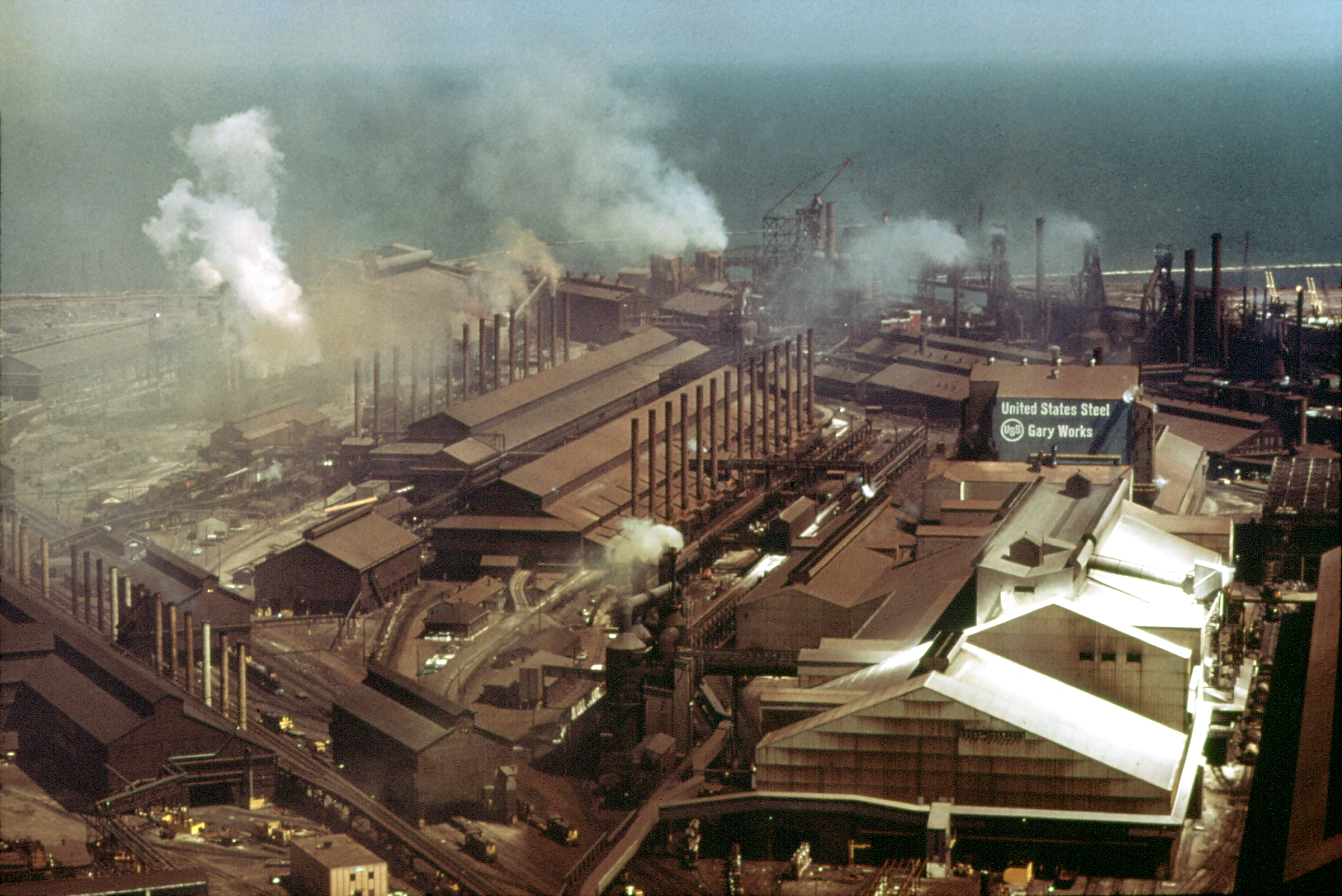
Завод Гері у 1973 році.

Металургійний завод Гері (англ. Gary Works) — металургійний завод з повним виробничим циклом у місті Гері в США, на південному березі озера Мічиган. Належить компанії « U.S. Steel» і є її найбільшим металургійним заводом. Протягом десятиліть був найбільшим у світі металургійним заводом. Річна продуктивність заводу становить 7,5 млн т сталі. Заснований у 1906 році.
Існує думка, що завод став прототипом радянської «Магнітки», що була спроектована й побудована за беспосередньої участі іноземних компаній.

## Історія
Будівництво заводу розпочалося у 1906 році. Для цього було куплено 9000 акрів землі на вкритому пісковими дюнами березі озера Мічиган. При будівництві заводу було проведено великі підготовчі роботи, побудовано залізницю, вивезено 11 млн кубічних ярдів землі, висушено болота, побудовано гавань, змінено русло місцевої річки. Будівництво тривало 2 роки і 23 липня 1908 року перший рудовоз з залізною рудою з Міннесоти було вивантажено на заводі. Завод був найбільшим у світі. Біля заводу виникло місто Гері, назване за ім'ям голови компанії, населення якого дуже швидко зростало.
Завод мав 8 доменних печей, кілька десітків мартенівських печей, коксовий завод. Він випускав рейки, листову сталь, балки тощо. На початку Другої світової війни завод розтягнувся вздовж узбережжя озера Мічиган на 7 миль.

Панорама заводу Гері у 1912 році.

У 1968 році на заводі було 12 відносно малих для свого часу доменних печей, що давали стільки само чавуну, скільки могли давати 2-3 сучасні для того часу доменні печі. У 1974 році стала до ладу нова доменна піч продуктивністтю 2,4 млн т чавуну на рік, що замінила кілька старих печей. Це була найбільша тогочасна доменна піч США, однак і вона була значно меншою від тих, що вже були на той час у СРСР, Японії, Німеччині й Франції.
З 1980 по 1994 роки компанія «U. S. Steel» витратила приблизно 1 млрд доларів на модернизацію виробничих потужностей заводу й вдосконалення технології, включаючи 100 %-вий перехід до безперервного лиття заготовок та широке застосування компьютерізованих систем контролю виробничих процесів.
У 1988 році кількість працівників на заводі становила 7800 осіб.

## Виробничі потужності
Станом на 2010-і роки завод мав 4 доменних печі, 3 кисневих конвертори з верхньою подачею кисню, 3 кисневих конвертори з подачею кисню знизу, вакууматор, 3 печі-ковша, 4 установки безперервного розливання сталі для виробництва слябів, стан гарячої прокатки штрипсу завширшки 84 дюйми (2133 мм), дресувальний стан гарячої прокатки, установку декапірування, редукційні прокатні стани, лінію електролітичної очиски, 3 установки для відпалу, лінію безперервного відпалу, стан вторинної прокатки, установки електролітичного лудіння металу завширшки 37 і 46 дюймів (940 і 1168 мм).

## Продукція
Завод випускає товстий листопрокат, листовий прокат у рулонах та луджений листовий прокат. Покупцями гарячекатаного, холонокатаного й оцинкованого листового заліза виробництва заводу є підприємства автомобілебудівної, будівельної промисловостей та виробники побутових товарів. Бляхова продукція заводу використовується виробниками контейнерів для харчової промисловості, виробниками аерозольних балонів, бляшанок для фарби, ведер тощо.

## Виноски
1. ↑  Kenneth J. Schoon. Calumet Beginnings: Ancient Shorelines and Settlements at the South End of Lake Michigan [Архівовано 30 липня 2017 у Wayback Machine.]. — Indiana University Press, 2003. P. 155—156. (англ.)
2. ↑  Andrew Hurley. Environmental Inequalities: Class, Race, and Industrial Pollution in Gary, Indiana, 1945—1980 [Архівовано 30 липня 2017 у Wayback Machine.]. — Univ of North Carolina Press, 2009. — P. 17. (англ.)
3. ↑  Frederic M. Scherer. The Economics of Multi-plant Operation: An International Comparisons Study [Архівовано 30 липня 2017 у Wayback Machine.]. — Harvard University Press, 1975. — P. 135. (англ.)
4. 1 2  Contemporary Collective Bargaining in the Private Sector [Архівовано 30 липня 2017 у Wayback Machine.]. — Cornell University Press, 1994. P. 165. (англ.)
5. 1 2  Gary Works. www.ussteel.com. United States Steel. Архів оригіналу за 23 червня 2019. Процитовано 29 липня 2017. (англ.)